# Circle jerk

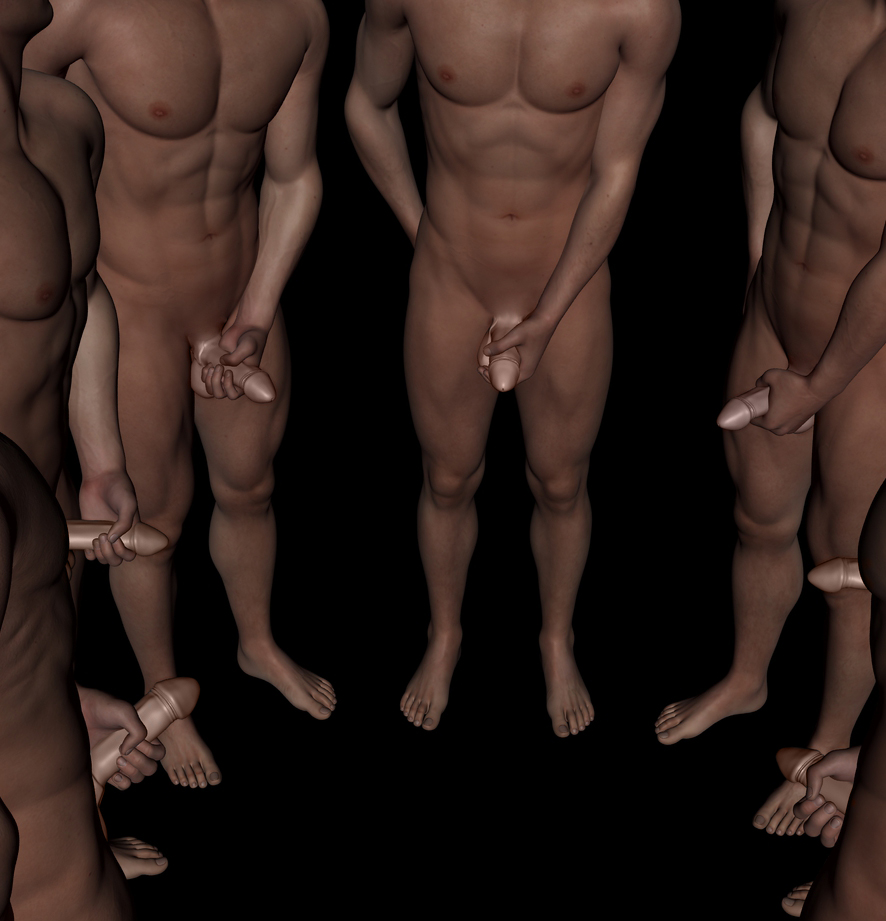
Трёхмерное графическое изображение группы мужчин, занимающихся circle jerk

Circle jerk (с англ. — «онанизм по кругу») — сексуальная практика, при которой группа мужчин или юношей встают в круг и занимаются онанизмом сами себе или друг другу. В английском языке этот термин также используется в метафорическом смысле для обозначения эхо-камеры — закрытой системы, в которой люди обмениваются информацией без контакта с окружающим миром — обычно по отношению к скучному или напрасному занятию.
Circle jerk может совершаться как сексуальная игра, побеждает в которой тот, кто эякулирует раньше всех, позже всех или дальше всех в зависимости от правил. Такая игровая практика может быть как прелюдией к более интимным сексуальным отношениям с другими мужчинами, так и просто отдушиной для полового влечения в юном возрасте, когда обычный секс недоступен.
Помимо гомоэротической составляющей некоторые исследователи обнаруживают в circle jerk, совершаемом молодыми людьми, попытку установить обычное, гетеросексуальное доминирование в группе сверстников. Кроме того, такая практика может быть интерпретирована как попытка показать другим её участникам свои сексуальные навыки, чтобы справиться с юношескими сексуальными комплексами.